# Hans Koschnick
Hans Koschnick, né le 2 avril 1929 à Brême et mort le 21 avril 2016 à Brême, est un homme politique allemand membre du Parti social-démocrate d'Allemagne (SPD).
Fonctionnaire régional dont l'enfance est marquée par le nazisme, il est sénateur à l'Intérieur de Brême de 1963 à 1967, sous la présidence de Wilhelm Kaisen, et vice-président du Sénat du Land entre 1965 et 1967, sous l'unique mandat de Willy Dehnkamp. À la suite des régionales de 1967, où le SPD perd sa majorité absolue au Bürgerschaft, il est choisi comme nouveau président du Sénat.
Il gouverne les quatre premières années grâce à une coalition sociale-libérale formée avec le FDP, puis remporte quatre majorités absolues consécutives, et se retire finalement du pouvoir en 1985, après presque de dix-huit ans au pouvoir. Ses mandats ont été marqués par l'expansion économique de la ville-État et la fermeture des chantiers navals Weser de Krupp AG.
Deux ans plus tard, il est élu député fédéral de Brême au Bundestag et se spécialise dans les questions de politique étrangère. Il y siège jusqu'en 1994 puis devient administrateur de l'Union européenne dans la ville de Mostar, divisée entre Croates et Bosniaques. Il démissionne en 1996, après deux tentatives d'attentat contre lui, mais continue de travailler en tant que consultant en politique étrangère et pour les questions concernant les réfugiés.

## Éléments personnels

### Enfance et famille
Son enfance a été marquée par l'arrestation, le 1er mai 1933, de son père, un permanent du syndicat d'opposition révolutionnaire (GRO). Accusé de haute trahison, il fut condamné, emprisonné, et pour finir déporté au camp de concentration de Sachsenhausen à la fin de l'année 1938, avant d'être envoyé en Finlande en 1944. Quant à sa mère, elle faisait partie de la résistance allemande au nazisme, transmettant les messages entre les différents groupes de résistance. Son refus de rejoindre le Front allemand du travail (DAF) et d'exécuter le salut hitlérien lui vaut de perdre son emploi.
Du fait de cette enfance compliquée, il grandit avec ses grands-parents, dans le quartier de Gröpelingen, à Brême. Il est marié avec Christine Koschnick.

### Formation et carrière
Après avoir achevé ses études secondaires, il suit une formation dans l'administration publique, puis accomplit son Reichsarbeitsdienst (RAD), en mars 1945, et son service militaire. À ce titre, il est fait prisonnier de guerre par les britanniques à Bruxelles. Il est libéré en septembre 1945 et retourne vivre à Brême.
Il achève alors sa formation de fonctionnaire et commence à travailler pour le département du Sénat en tant que chargé des Affaires sociales, de la Jeunesse, de la Famille et des Sports. Il est promu inspecteur administratif principal le 1er février 1958 et se voit affecté à la direction chargé de l'Éducation physique. En 1963, peu avant d'intégrer le Sénat, il est nommé chef de la direction de la Jeunesse, de la Famille et des Sports du département des Affaires sociales.
Depuis la fin de sa carrière politique, il travaille dans le domaine des affaires étrangères, publiant des essais ou donnant des conférences.

## Parcours politique

### Au sein du SPD
Il adhère au Parti social-démocrate d'Allemagne (SPD) en 1950, et occupe, entre 1951 et 1954, le poste de secrétaire du syndicat de la fonction publique ÖTV, très lié aux sociaux-démocrates, à Brême. Membre du comité directeur fédéral du SPD de 1970 à 1991, il est également vice-président fédéral pendant quatre ans à compter de 1975, sous la présidence de Willy Brandt.

### Sénateur et président du Sénat (1963 - 1985)

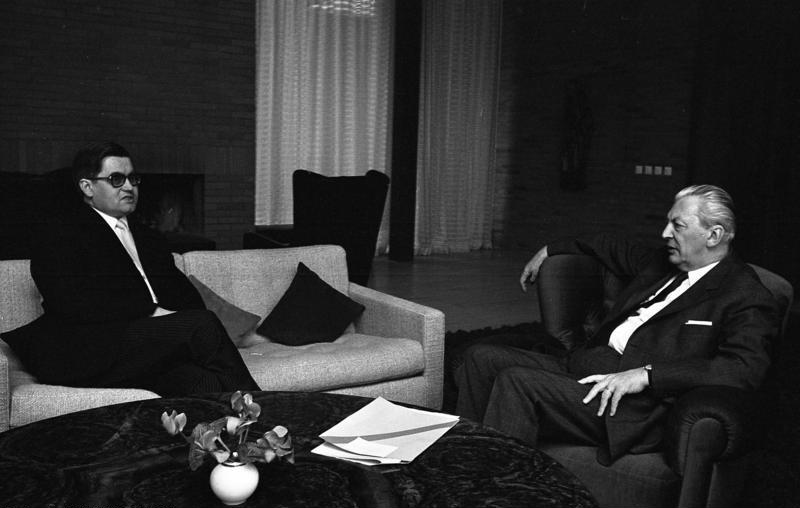
Hans Koschnick (gauche) et le chancelier Kiesinger en 1967.

Il est nommé sénateur à l'Intérieur du Land de Brême le 26 novembre 1963, dans le septième gouvernement de Wilhelm Kaisen, au pouvoir depuis 1945, puis est promu vice-président du Sénat deux ans plus tard, lorsque le titulaire de cette fonction, Willy Dehnkamp, prend la succession de Kaisen à la tête du gouvernement régional. Au scrutin régional de 1967, le SPD perd sa majorité absolue, obtenue douze ans plus tôt, avec 50 députés sur 100. Dehnkamp renonce alors à se succéder à lui-même et, après avoir formé une coalition sociale-libérale avec le Parti libéral-démocrate (FDP), qui compte 60 sièges au Bürgerschaft, Hans Koschnick est investi le 28 novembre au poste de président du Sénat. Il devient alors automatiquement maire de la ville de Brême.

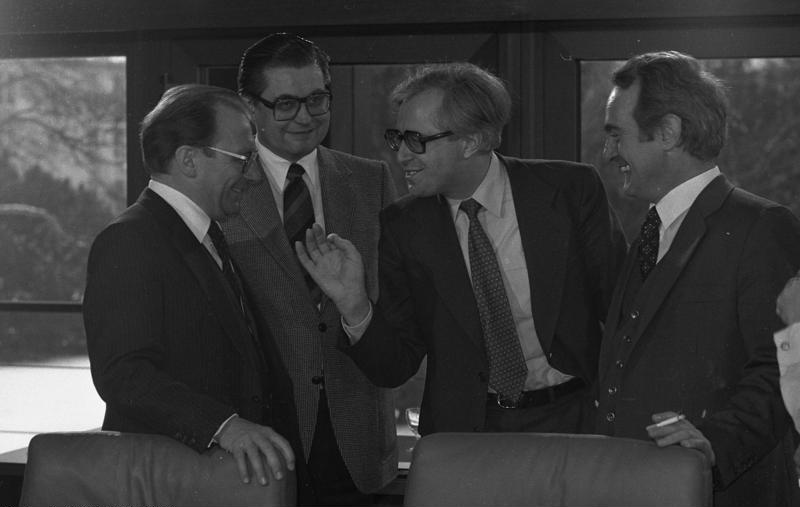
G. à d. : Lothar Späth, Hans Koschnick, Bernhard Vogel et Johannes Rau en 1979.

La coalition éclate le 1er juin 1971, sur fond de dissensions entre le SPD et le FDP sur la création d'une université de Brême. Lors des élections du 1er octobre suivant, les sociaux-démocrates récupèrent la majorité absolue avec 55 % des voix et 59 députés. Candidat à sa succession aux élections 1975, 1979 et 1983, le chef du gouvernement remporte la victoire pour son parti, avec un score toujours proche ou dépassant 50 % des voix et obtenant au moins 52 députés régionaux.
Au cours de ses mandats, il assure en 1971 l'ouverture d'une université, la construction d'un nouveau terminal de conteneurs à Bremerhaven et d'un plate-forme logistique à Weser, tandis que la firme Mercedes ouvre une usine dans le quartier de Sebaldsbrück, qui fait travailler jusqu'à dix-huit mille personnes. Durant son long passage à la tête du gouvernement de Brême, il doit également faire face, en 1968, aux « émeutes de la Straßenbahn », en référence aux violentes manifestations contre la hausse des prix des transports en commun, ainsi qu'à la fermeture des chantiers navals Weser de Krupp AG en septembre 1983. Malgré les critiques contre la gestion de cet événement, il remporte quelques jours plus tard une très nette victoire électorale.
Le 17 septembre 1985, après dix-huit ans à la tête du Sénat et vingt-deux ans comme membre du gouvernement régional, il démissionne de ses fonctions et cède sa place à Klaus Wedemeier.

### Député fédéral
Candidat aux élections fédérales de 1987, il est élu député de Brême-Ouest avec 55,7 % des suffrages. Il devient alors vice-président de la commission des Affaires étrangères du Bundestag et porte-parole du groupe parlementaire social-démocrate pour la politique étrangère. À partir de 1990, il est cité comme un possible ministre fédéral des Affaires étrangères. Il est réélu député fédéral la même année avec 50,1 % des voix, et renonce à se représenter lors des élections de 1994.

### Représentant européen
Il est nommé administrateur de la ville de Mostar, par l'Union européenne (UE), le 23 juillet 1994. Il est alors responsable de la reconstruction, de l'administration publique et des infrastructures d'une ville détruite par la guerre de Bosnie et profondément divisée entre Croates et Bosniaques. Le 13 septembre suivant, sa chambre d'hôtel est dévastée au milieu de la nuit par un tir de roquette des nationalistes croates, alors qu'il se trouve encore au bar.
Après une réunion au cours de laquelle il présente son plan d'organisation de la ville, qui prévoit trois communes bosniaques, trois croates, et un district central multiethnique sous administration européenne, il est pris à partie par des nationalistes croates sans aucune réaction de la police croate, et évite la mort grâce à la réaction de ses gardes du corps, qui le jettent dans sa limousine, ainsi qu'au blindage de celle-ci, sur lequel sont retrouvés onze impacts de balle. Il annonce sa démission le 28 février 1996, à la suite de la décision des diplomates européens de remettre en cause son plan de partage, qu'ils soutenaient jusque-là, et quitte officiellement ses fonctions le 2 avril.
En octobre suivant, il est recruté comme consultant par la Commission européenne pour une mission relative à la mise en place du service civil volontaire européen pour les jeunes, et rend son rapport en septembre 1998.
Il travaille depuis comme conseiller en politique étrangère et accepte d'effectuer des missions officielles ponctuelles. Il est ainsi délégué du gouvernement fédéral pour le retour, la réinsertion des réfugiés et la reconstruction en Bosnie-Herzégovine entre décembre 1998 et décembre 1999.
En 1997, il reçoit la médaille Buber-Rosenzweig.